# Jean de Court
Jean de Court (fl. XVI secolo) fu un pittore di smalto di Limoges e pitture ad olio del XVI secolo.

## Biografia
Pochissimo si conosce della sua vita. Fu ritrattista ufficiale dei monarchi di Scozia e Francia. La dinastia di pittori di smalti de Court gestì un laboratorio di smalto di Limoges per diverse generazioni a Limoges nella Francia sud-occidentale.
Nel 1567 risultava pittore di corte di Maria Stuarda, regina di Scozia, anche se non è chiaro se l'avesse effettivamente accompagnata in Scozia. Nel 1572, succedette a François Clouet come pittore di corte di Carlo IX di Francia, e alla sua morte lasciò l'incarico a suo figlio, Carlo de Court, nel 1584 o nel 1589. Jean de Court dipinse, nel 1574, un ritratto di  Enrico III e poi del Duca d'Angiò.
La famosa pittrice di smalti Suzanne de Court fu molto probabilmente un membro della famiglia.

## Galleria d'immagini

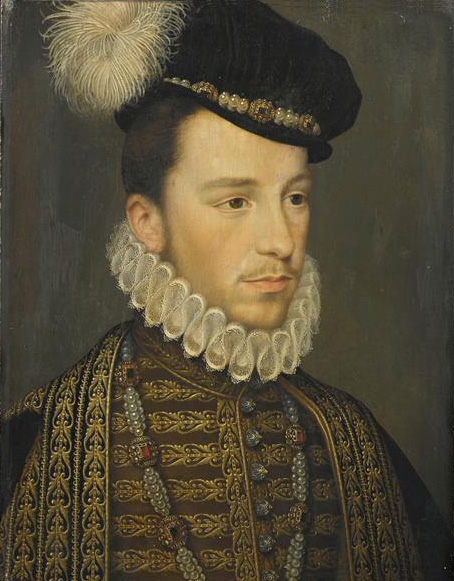
Enrico III di Francia, ora al museo Condé del Castello di Chantilly
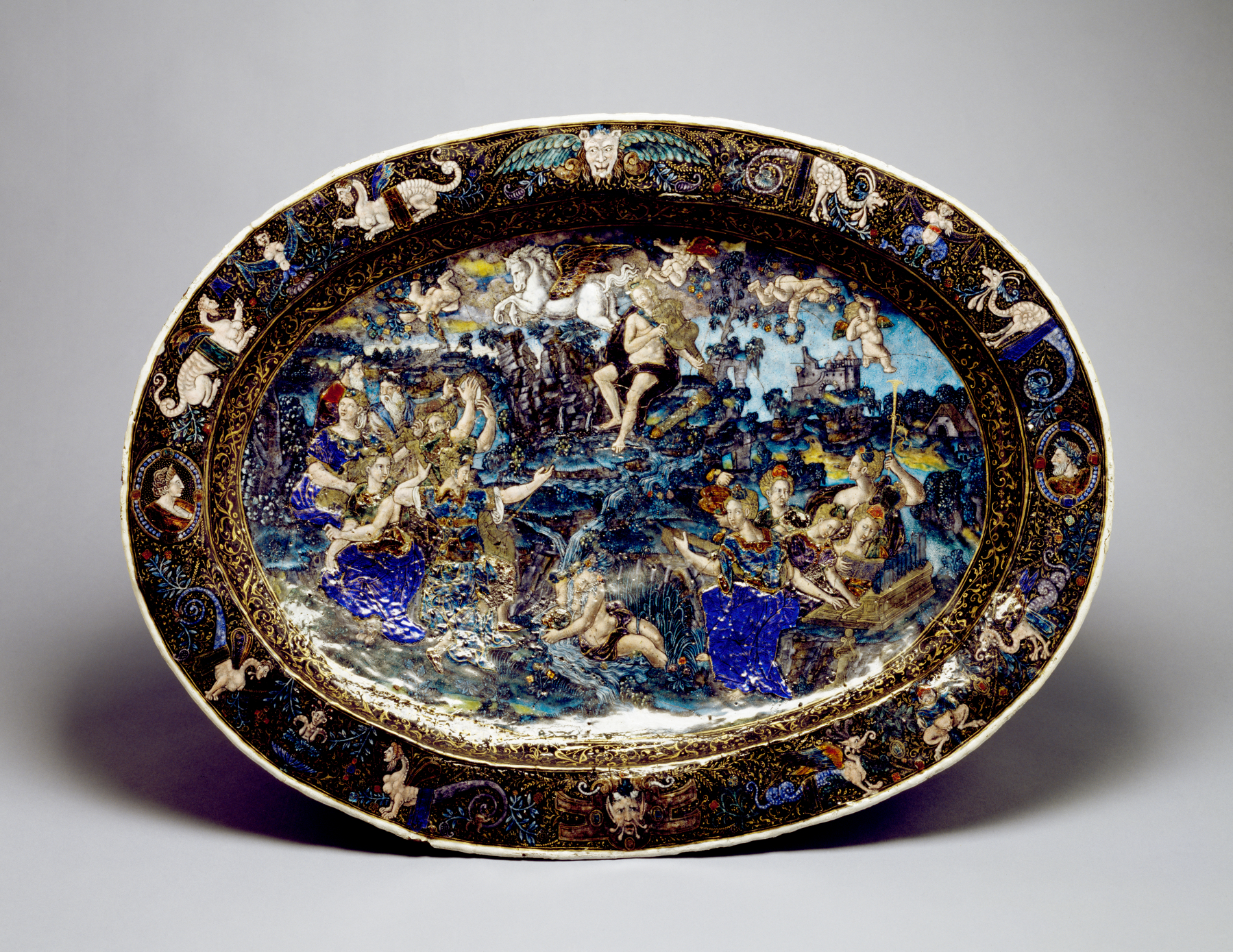
Smalto di Limoges: Apollo e muse di Jean de Court
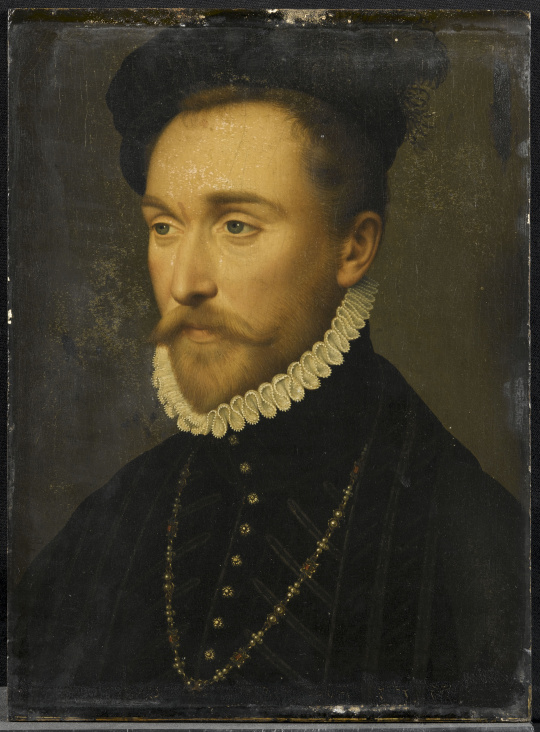
Albert de Gondi, ora al museo Condé
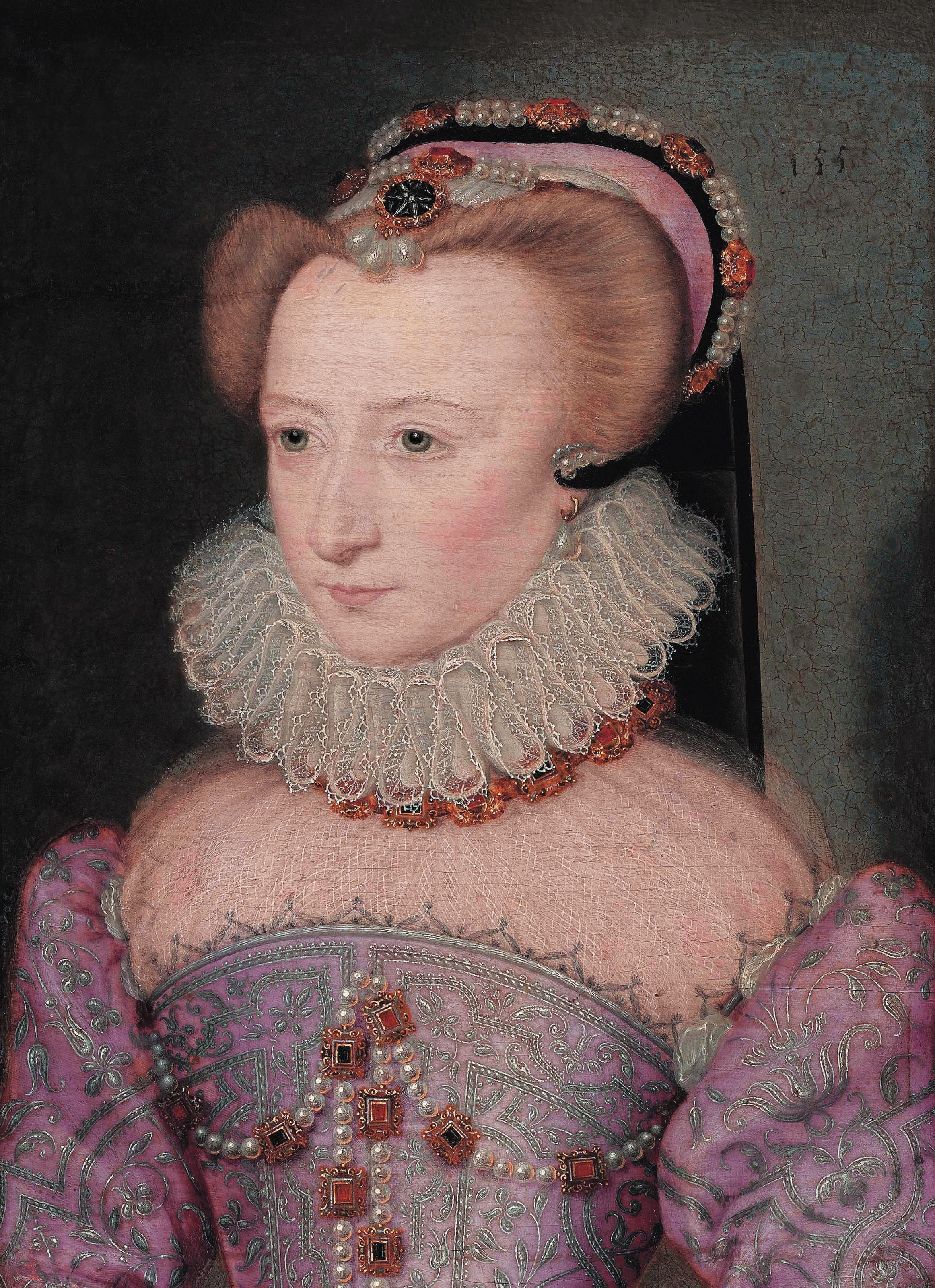
Ritratto di una lady, tradizionalmente identificata come Luisa di Lorena-Vaudémont (1553-1601)